# Lemont Furnace
Lemont Furnace es un lugar designado por el censo ubicado en el condado de Fayette en el estado estadounidense de Pensilvania. En el Censo de 2010 tenía una población de 827 habitantes y una densidad poblacional de 503,8 personas por km².

## Geografía
Lemont Furnace se encuentra ubicado en las coordenadas 40°48′43″N 77°48′58″O / 40.81194, -77.81611. Según la Oficina del Censo de los Estados Unidos, Lemont Furnace tiene una superficie total de 2.64 km², de la cual 2.64 km² corresponden a tierra firme y (0%) 0 km² es agua.

## Demografía
Según el censo de 2010, había 827 personas residiendo en Lemont Furnace. La densidad de población era de 503,8 hab./km². De los 827 habitantes, Lemont Furnace estaba compuesto por el 94.07% blancos, el 3.02% eran afroamericanos, el 0.12% eran amerindios, el 0% eran asiáticos, el 0% eran isleños del Pacífico, el 0% eran de otras razas y el 2.78% pertenecían a dos o más razas. Del total de la población el 2.06% eran hispanos o latinos de cualquier raza.